# Chrīstos Zoumīs
Chrīstos Zoumīs (in greco Χρήστος Ζούμης?; Calcide, 1875 – ...) è stato un triplista greco.

## Carriera
Partecipò alle gare di atletica leggera delle prime Olimpiadi moderne che si svolsero ad Atene nel 1896, nel salto triplo, dove arrivò tra il sesto e il settimo posto.